# 🇷🇪
🇷🇪 is een Unicode vlagsequentie emoji die gebruikt wordt als regionale indicator voor Réunion. De meest gebruikelijke weergave is die van de vlag van Réunion (Lö Mahavéli), maar op sommige platforms (waaronder Microsoft Windows) ziet men de letters RE.
De vlagsequentie is opgebouwd uit de combinatie van de Regional Indicator Symbols 🇷 (U+1F1F7) en 🇪 (U+1F1EA), tezamen de ISO 3166-1 alpha-2 code RE voor Réunion vormend.
Deze emoji is in 2010 geïntroduceerd met de Unicode 6.0-standaard.

## Gebruik

Lö Mahavéli, De huidige onofficiële vlag van Réunion

Deze emoji wordt gebruikt als regionale aanduiding van Réunion.

## Codering

De Twemoji-implementatie

### Unicode
In Unicode vindt men de 🇷🇪 met de codesequentie U+1F1F7 U+1F1EA (hex).

### Shortcode
Er zijn shortcodes  voor 🇷🇪; in Github kan deze opgeroepen worden met :réunion:,  in Slack kan het karakter worden opgeroepen met de code :flag-re:.